# Micael Isidoro
Duarte Isidoro est un nom portugais ; le premier nom de famille (d'usage facultatif) est Duarte et le second est Isidoro.
Micael Duarte Isidoro (né le 12 août 1982 à Cadaval) est un coureur cycliste portugais, devenu ensuite directeur sportif. 

## Biographie
Il fait ses débuts professionnels en 2005 au sein de l'équipe portugaise Riberalves-GoldNutrition. Il rejoint en 2008, l'équipe Fercase-Rota dos Moveis.
Il remporte en 2003, la quatrième étape du Tour du Portugal de l'Avenir. En 2008, il termine deuxième du Tour de la mer de Chine méridionale et gagne la dernière étape en solitaire.
Il arrête sa carrière à l'issue de la saison 2022, à 40 ans.

## Palmarès
- 2002
  - 35 Voltas ao Aterro d'El Re
  - Circuito das Vindimas
- 2003
  - Volta ao Municipio de Loulé
  - 4e étape du Tour du Portugal de l'Avenir
- 2004
  - 3e du Grand Prix de la ville d'Empoli
- 2008
  - 8e étape du Tour de la mer de Chine méridionale
  - 2e du Tour de la mer de Chine méridionale
- 2010
  - 1re étape du Tour de Madère
- 2011
  - 1re étape du Tour des Comarques de Lugo
  - 2e étape du Tour de Zamora
- 2012
  - 1reb étape du Tour des Comarques de Lugo

## Classements mondiaux
| Année           | 2008   | 2009 | 2010   | 2011 |
| --------------- | ------ | ---- | ------ | ---- |
| UCI Asia Tour   |        | 66e  |        |      |
| UCI Europe Tour | 1 139e |      | 1 186e | 785e |